# Сан-Бартоло
Сан-Бартоло, San Bartolo — археологический памятник среднего и позднего доклассического периода. Площадь составляет 4 км². Находится на северо-востоке от Уашактуна, в департаменте Эль-Петен (Гватемала). Город был населён с VII века до н. э. и заброшен примерно в III веке н. э.
В городе имеется пирамида высотой в 28 м, именуемая Las Ventanas, на которой имеются известковые маски среднеклассического периода. Главным памятником, однако, является Храм фресок, на стенах которого изображены майяские мифы о создании мира, как они позднее описаны в книге Пополь-Вух. настенные росписи, согласно радиоуглеродному методу, датируются 100 годом до н. э., то есть являются наиболее древними из настенных рисунков культуры майя.
Кроме того, в 2006 году был обнаружен дворец, один из самых древних дворцов цивилизации майя, названный «Комплекс тигрёнка» (Complejo del Tigrillo), древняя мастерская каменных изделий, несколько площадей. Исследователь-иконограф Карл Таубе из Калифорнийского университета отмечал, что изображения в городе напоминают изображения из Дрезденского кодекса, созданного 1500 лет спустя.